# Brugmansia
Brugmansia is de botanische naam van een geslacht van planten uit de nachtschadefamilie (Solanaceae). Het geslacht is vernoemd naar Sebald Justinus Brugmans.
De soorten uit dit geslacht vielen vroeger onder het geslacht Datura. Ze zijn hiervan onder meer te onderscheiden doordat de bloemen bij Brugmansia hangen en bij Datura (doornappel) rechtop staan. Er zijn echter wel cultivars van Brugmansia die wat afstaan en niet zo duidelijk hangen. Alle soorten zijn zeer giftig.
Het blad heeft een lichtgroene kleur en er groeien geurende trompetvormige bloemen aan, enkel of dubbel. Er bestaat ook een soort met bonte bladeren.

## Herkomst
De planten zijn afkomstig uit Zuid-Amerika, en wel uit Peru en Chili. Intussen zijn ze als sierplant in Europa en Noord-Amerika redelijk verbreid. Uit de zeven oorspronkelijke wilde soorten zijn inmiddels honderden verschillende hybriden gekweekt voor in tuinen.

## Als sierplant
De planten zijn te kweken uit zaad, hoewel hybriden meestal gestekt worden, wat voor veel cultivars vrij tot zeer gemakkelijk gaat. In tuincentra worden de grootbloemige cultivars, ook wel onder de naam 'engelentrompet', aangeboden als kuipplant.
De bloemen geven, vooral tegen de avond, een sterk zoete geur af die het hele terras kan vullen. Ze groeien snel en hebben veel water en mest nodig. In de tuin, geplant in de volle grond, kunnen ze een grote omvang bereiken. In het Nederlandse klimaat overleven ze echter de winter niet; ze moeten op een koele plaats vorstvrij overwinteren.
De bloemen zijn tot ca 30 cm lang, hangen meestal, zijn vooral wit tot geel, creme, oranje en rose, en kunnen bij cultivars ook een dubbele kelk hebben. Vele verspreiden een zware, zoete geur. De plant bloeit onafgebroken gedurende de gehele zomer. Een goede potgrond in een ruime behuizing, veel water geven (elke dag) met eens per week een dopje vloeibare plantenvoeding toegevoegd zorgen voor de onafgebroken bloei. In de herfst moet de plant op een koele plaats in huis worden gezet om te overwinteren. Dit is ook het moment waarop de plant in vorm kan worden gesnoeid. Water geven moet dan teruggebracht worden tot hooguit eenmaal per week. In maart de grond in pot of kuip vervangen door nieuwe grond en weer beginnen met regelmatig water geven.

## Voorkomen
Wilde soorten:
- Brugmansia arborea. Andes (Ecuador tot Noord-Chili).
- Brugmansia aurea. Andes (Colombia tot Ecuador).
- Brugmansia insignis.[1] Laaggebergtezone van Oost-Peru.
- Brugmansia sanguinea. Andes (Colombia tot Peru en Bolivia).
- Brugmansia suaveolens. Zuidoost Brazilië west naar Bolivia en Peru.
- Brugmansia versicolor. Ecuador.
- Brugmansia vulcanicola. Andes (Colombia tot Ecuador).

De soorten kunnen worden verdeeld in twee natuurlijke, genetisch geïsoleerde groepen. De sectie Brugmansia bestaat uit de soorten aurea, insignis, suaveolens, en versicolor; en wordt ook wel aangeduid als de 'warme groep'. De sectie Sphaerocarpium omvat de soorten arborea, sanguinea, en vulcanicola en wordt ook wel aangeduid als de koude groep.